# Eupasiphae paucidentata
Eupasiphae paucidentata is een garnalensoort uit de familie van de Pasiphaeidae. De wetenschappelijke naam van de soort is voor het eerst geldig gepubliceerd in 1988 door Crosnier.